# Faitanar
Faitanar és un barri i pedania de la ciutat de València pertanyent al districte dels Pobles del Sud. Tenia 1.589 habitants censats l'any 2022 segons l'ajuntament de València, que classifica el barri com 19.8.

## Geografia

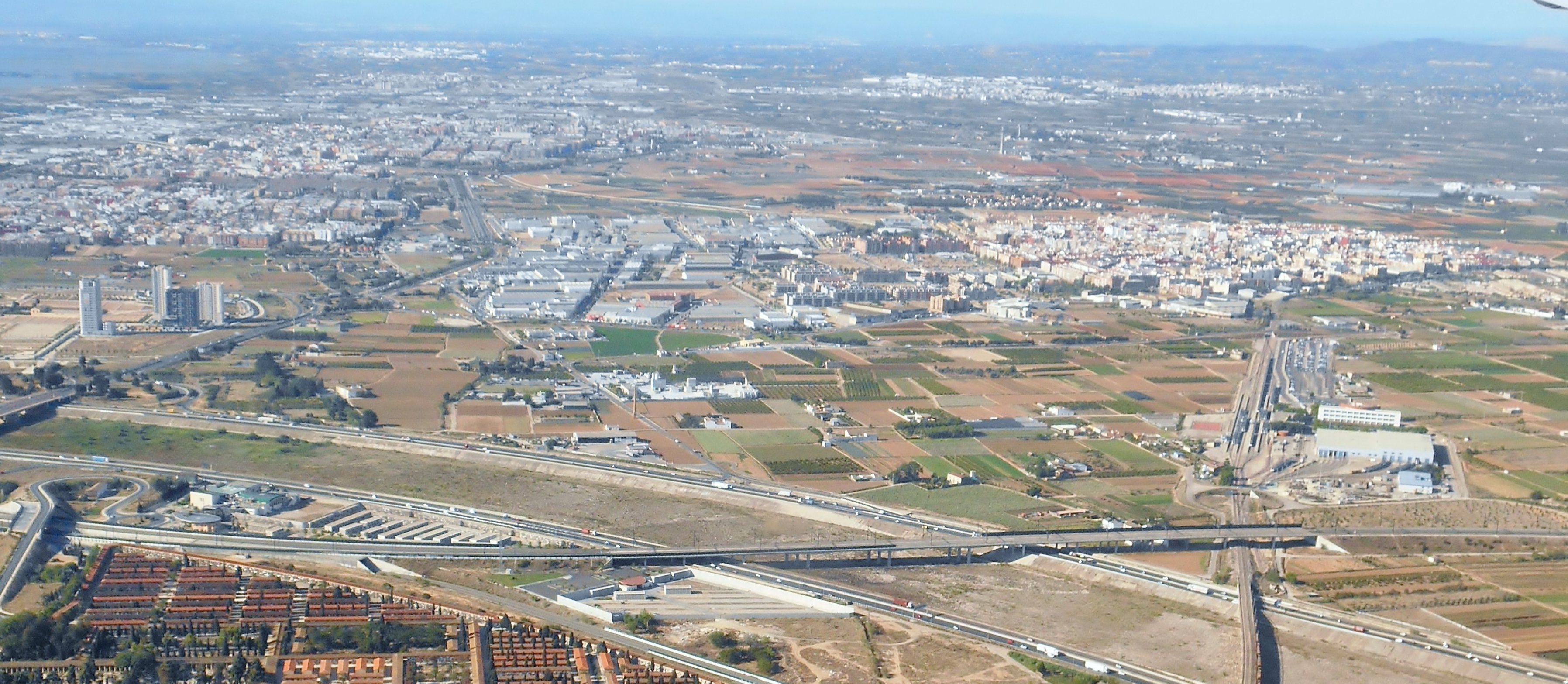
Vista aèria de Faitanar i la contornada

El barri de Faitanar està situat al sud del nou llit del riu Túria, i limita amb els municipis de Xirivella al nord-oest; Picanya, Paiporta, Benetússer i Alfafar al sud; així com amb la pedania de La Torre, del seu mateix districte, a l'est i amb els barris de Sant Isidre, Vara de Quart (al districte de Patraix) i Camí Real (al districte de Jesús) al nord; la séquia de Benàger i Faitanar marca la frontera sud del barri (i del districte i València). Faitanar és el huité dels barris pertanyents al districte dels Pobles del Sud. El conegut com a Pont de la Solidaritat és la passarel·la que connecta la ciutat de València amb Faitanar i altres pobles de l'Horta Sud; el pont es troba al barri de Faitanar i no al de la Torre, com popularment es creu. Aquest nom se li va atorgar el novembre del 2024, ja que milers de voluntaris el van utilitzar després de la DANA que va tenir lloc el 29 d'octubre d'eixe mateix any. Després de catàstrofe les zones afectades estaven aïllades per culpa de les condición de les carreteres i camins, els voluntaris creuaven aquesta passarel·la per a poder anar a ajudar als pobles que havien sigut víctimes de l'aigua.

### Nomenclàtor
| - Ctra. Alba - Cam. Alqueria dels Aiguamolls - Cam. Alqueria de Baix - Entr. Alqueria de Colau - Entr. Alqueries Noves | - Cam. Alqueria del Rocatí - Cam. Casa de Blasco - Entr. Casa de Fornerot - Cam. Molí de la Campaneta - Ctra. Perrina | - C/ Ruiz - Cam. de Sant Jordi - Cam. Vell de Picassent - Cam. Vell de Torrent - Partida Xirivelleta |

## Història

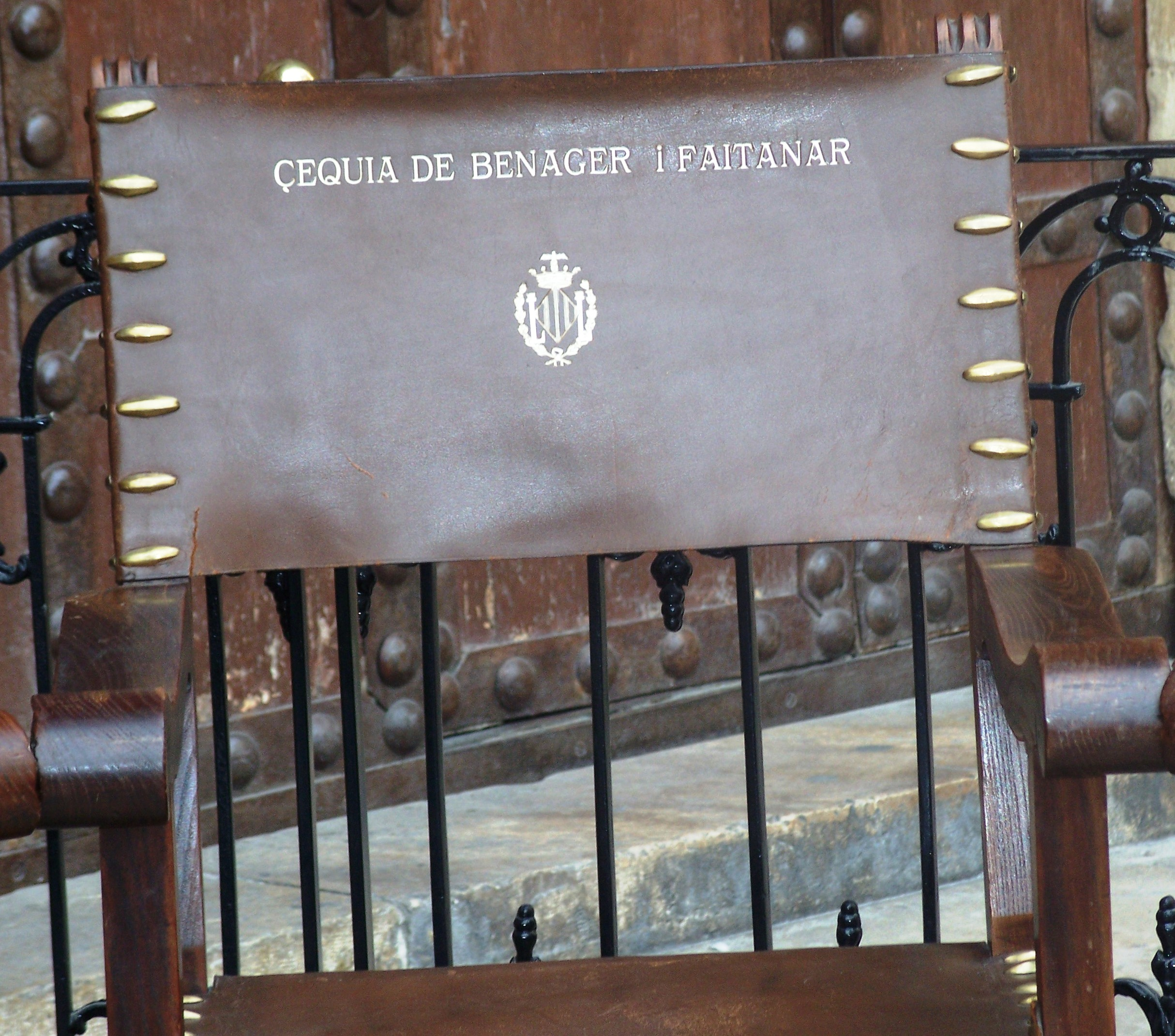
Cadira de la çequia de Benager i Faitanar al tribunal de les aigües de València (2008)

El terme Faitanar deriva de l'àrab فيد النهر (Faido an-Nahr, "la crescuda del rierol"). La t a partir de la d àrab s'explica per l'ensordiment de la consonant final, fenomen comú en tot de l'àmbit catalanoparlant. La història de la zona ha estat profundament marcada per la séquia de Benàger i Faitanar, de la que, ja al segle xx, heretà el nom el barri.
Durant el segle XX, l'ajuntament catalogava la zona al cens com a "cases del camí real de Madrid", tot i que aquesta denominació incloïa altres barris. A diferència de la resta de barris dels Poblats del Sud, a Faitanar no hi ha hagut tradicionalment cap nucli de població, sinó que la totalitat d'ella es repartia en diverses alqueries i masos dispersos.
La creació oficial del barri fou l'any 1979, quan l'Ajuntament de València establí els nous barris i districtes de València sota criteris demogràfics i històrics. L'any 2003 començà la construcció del grup d'habitatges Sociópolis, a tocar del límit amb el barri de la Torre. A finals del 2024, el barri de Faitanar fou un dels afectats per l'episodi de gota freda.

## Demografia
Població per edat (2024)
| Gràfica d'evolució de Faitanar entre 1970 i 2021 |
|                                                  |

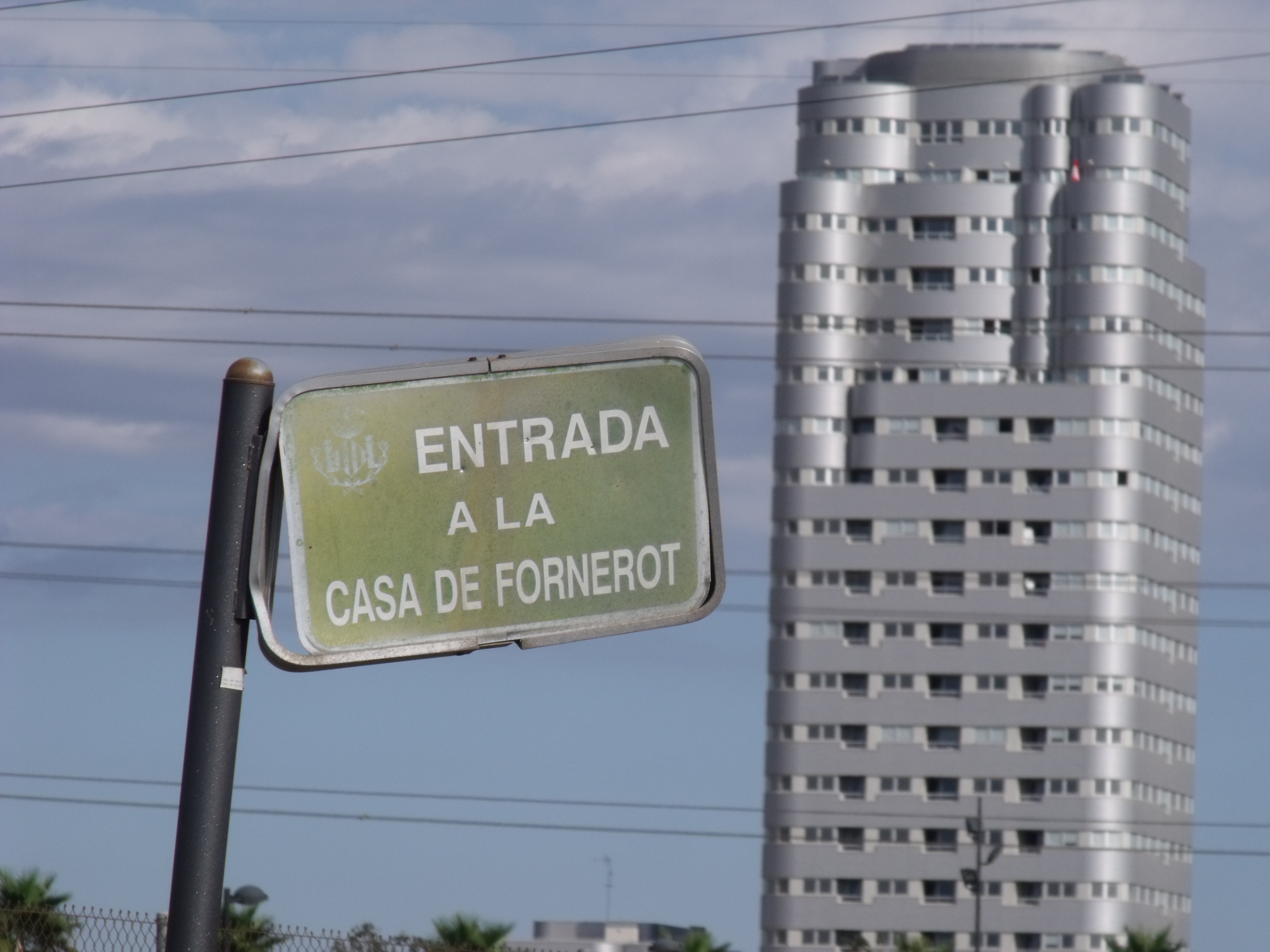
Sociópolis, en l'horta

Donada la seua condició de poblament rural, compta, d'acord amb les lleis estatals i autonòmiques pertinents, amb un alcalde de barri, compartit amb  La Torre, que s'encarrega de vetllar pel bon funcionament del barri i de les relacions cíviques, signar informes administratius i elevar a l'ajuntament de la ciutat les propostes, suggeriments, denúncies i reclamacions dels veïns.

## Transport

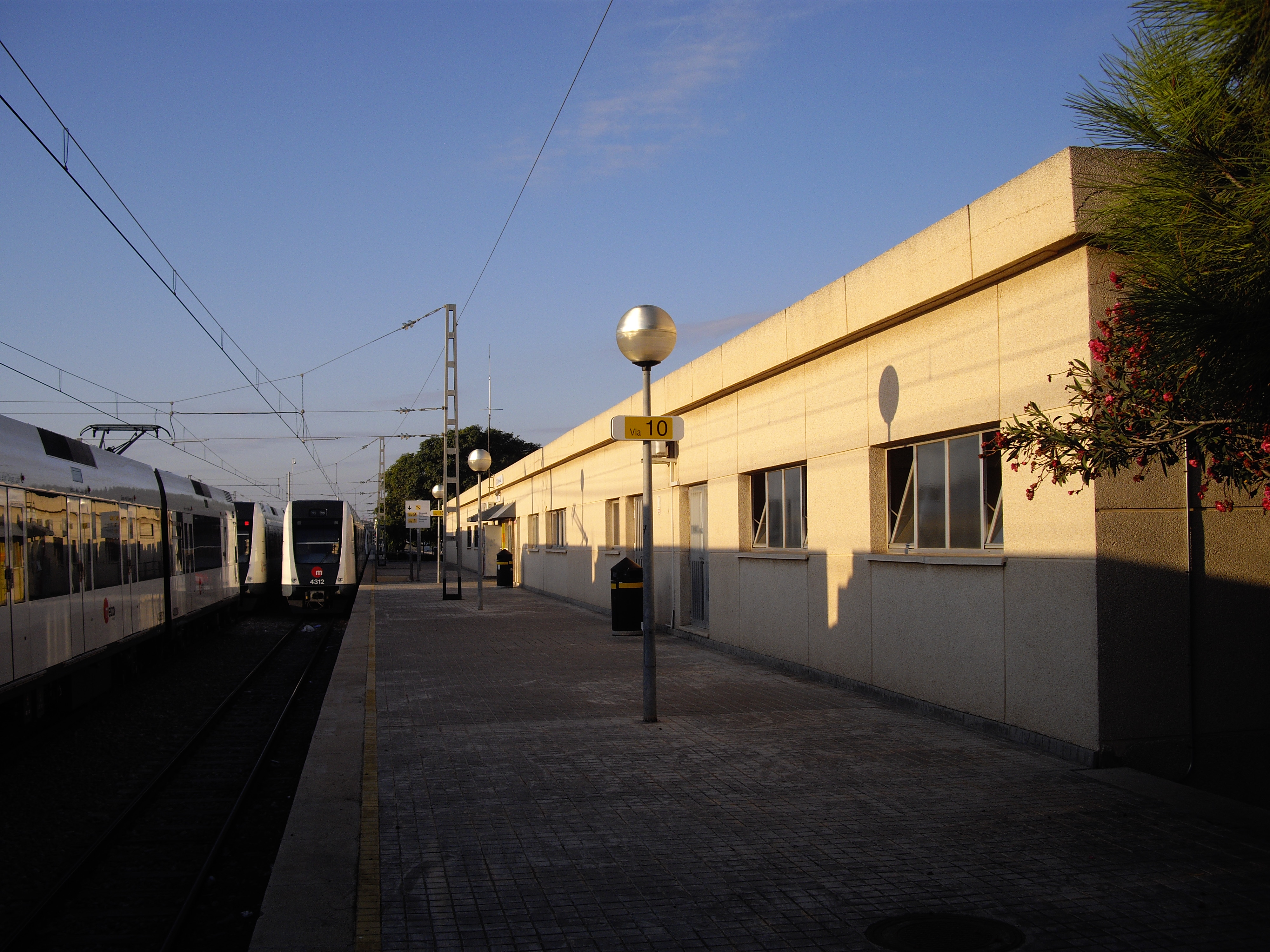
Andana de l'estació de València Sud

- Ferrocarrils de la Generalitat Valenciana (FGV)-Metrovalència
  - València Sud
- Empresa Municipal de Transports de València (EMT)
  - Sense servici actualment.[10]
- Xarxa de Carreteres de l'Estat Espanyol[11]
  - V-30
- Xarxa de Carreteres de la Generalitat Valenciana[12]
  - CV-36 - CV-400 - CV-406 - CV-407
- Valenbisi
  - Sense aparcaments.[13]